# 330. pr. n. št.
330. pr. n. št. je sedmo desetletje v 4. stoletju pr. n. št. med letoma 339 pr. n. št. in 330 pr. n. št.. 